# Le Combat de cerfs

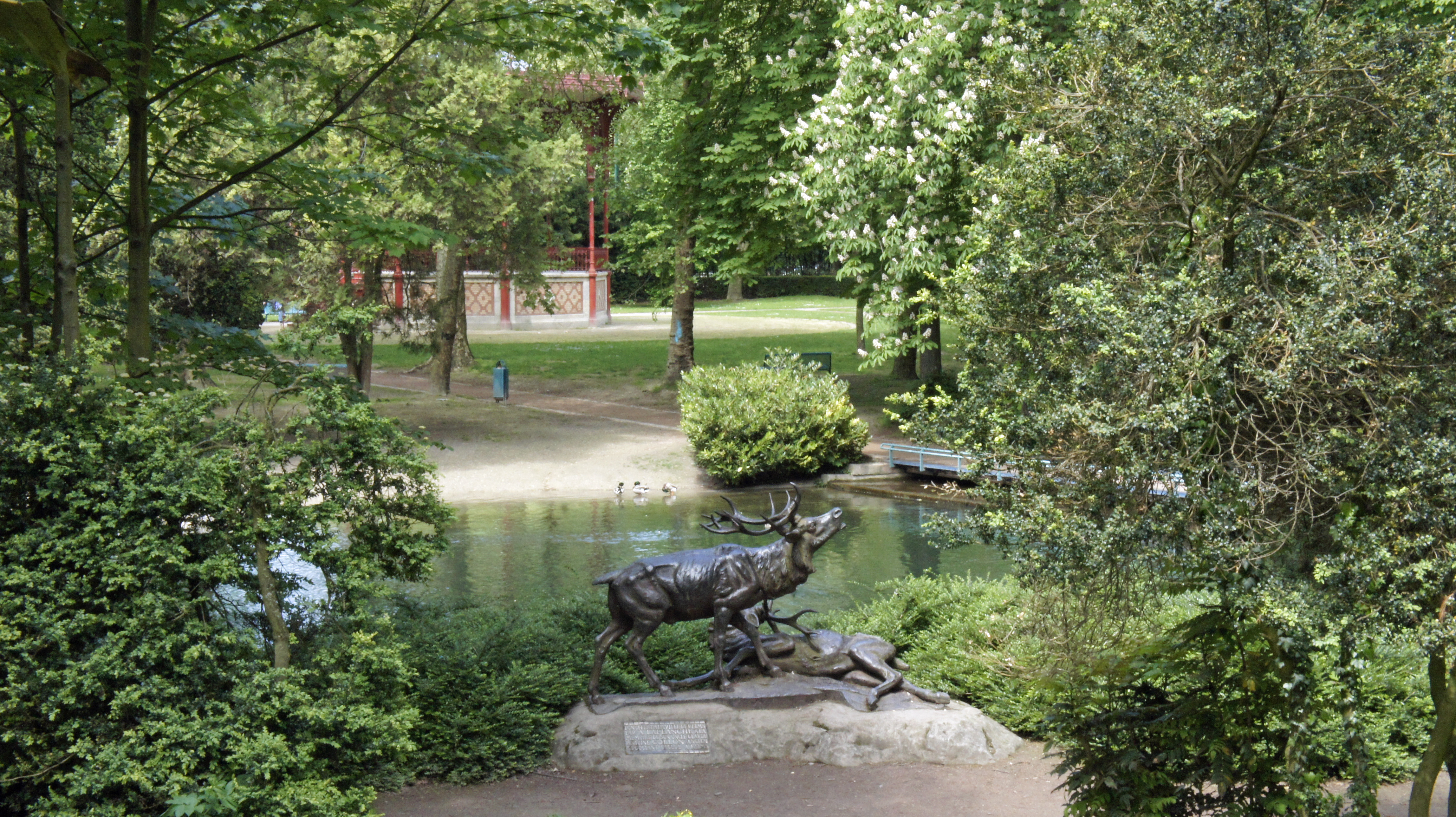
Le Combat de cerfs ou Le Cerf victorieux

Le Combat de cerfs (ou Le Cerf victorieux) est une sculpture en bronze réalisée par Pierre-Albert Laplanche. Elle est située à Reims.

## Situation
L’œuvre est visible au parc de la Patte d'oie devant le grand bassin et face au kiosque à musique à Reims. L’œuvre de Pierre-Albert Laplanche a été fondue en bronze et offerte à la ville en 1932. À l'origine, l'oeuvre était présentée sur un piédestal, au milieu du parc. Lors de la rénovation et de l’aménagement du jardin ouvrant sur le nouveau Centre des congrès, en 1986, les cerfs quittent leur socle pour s’installer quelques mètres plus loin, pratiquement au ras du sol.

## Description
Elle se présente sous la forme de deux cerfs sur un socle en bronze enserré dans une pierre. L’un des cerfs est couché comme soumis et l’autre relève la tête vers le ciel comme pour signifier à tout le monde qui l’entoure qu’il est victorieux.

## Signalétique
L’œuvre est dotée, insérée dans le socle en pierre (ou ciment ?) d’une plaque signalétique portant le texte suivant : 
« Don offert à la ville de Reims par A. LAPLANCHE à la mémoire de son oncle Claude Antoine COLLON ancien négociant décédé à Reims ».

## Auteurs
Pierre-Albert Laplanche est un sculpteur français, né à Sainte-Menehould en 1854 et décédé en 1935.
C’est un sculpteur animalier de l’École française de sculpture de la fin du XIXe siècle, spécialiste des chiens. Il a fait ses études au lycée de Reims. Il s’est consacré à la peinture puis tardivement à la sculpture. Il résida jusqu’à sa mort à Château-Thierry où il est décédé. Plusieurs de ses œuvres sont exposées au musée Jean-de-La-Fontaine de cet ville.